# Simon Pierro
Simon Pierro (Ettlingen, 2 de octubre de 1978) es un mago y presentador televisivo alemán natural del estado de Baden-Württemberg. Es especialmente conocido por sus trucos utilizando dispositivos de última generación, como tabletas gráficas o televisores, entre otras técnicas.
Es Maestro Mago Alemán y Maestro Mundial-Vize según la FISM.

## Biografía
Simon Pierro nació en Ettlingen, al sur de Karlsruhe, pero se crio en Waldbronn, en la Selva Negra, y actualmente vive en Múnich. Su pasión por la magia comenzó de adolescente, tras haberle regalado su hermana un libro sobre trucos de carta y magia después de haber perdido 20 euros frente a un trilero en Nueva York. Simon estudió Ciencias Económicas en la Universidad de Karlsruhe, licenciándose en 2004.
Su espectáculo teatral El sueño americano: de friegaplatos a millonario, dirigido por Eberhard Riese le proporcionó gran cantidad de reconocimientos y distinciones.
Es muy conocido por sus participaciones en la televisión alemana, con importantes y numerosas apariciones en el importante programa de bromas Verstehen Siee Spass?. (en unos 20 episodios). Además interviene y presenta otros programas televisivos, como el show  Vernetzte Welten de la Deutsche Telekom, junto con Collien Ulmen-Fernandes.

## Premios (selección)
- 2002. Mago del año, concedido por el Círculo de Magos de Alemania.[2]
- 2004. Premio Siegfried & Roy. Las Vegas
- Coups de Coeur - Monte Carlo Magic Stars
- Goldene Ringe von Lausanne
- 2005. Mandrakes d'Or

## Programas televisivos (selección)
- Verstehen Sie Spaß? (ARD, 2004 - heute, über 20 Einsätze als magischer Lockvogel)[3]
- Unglaublich (RTL, 2008)
- Galileo Mystery (Pro Sieben, 2007)[4]
- ZDF-Fernsehgarten (ZDF, 2009 - 2011)
- Frank Elstner - Menschen der Woche (SWR, 2004, 2011)
- Le Plus Grand Cabaret Du Monde (France 2, 2003, 2011)

## Web personal
- Simon Pierro Homepage